# Radio Cadence Musique
Radio Cadence Musique (RCM) est une radio associative de proximité émettant en modulation de fréquence sur le sud des Charentes et le nord de la Gironde et de la Dordogne. Elle couvre essentiellement la région des « Trois Monts » (Montendre, Montlieu-la-Garde et Montguyon) mais peut être également reçue dans une partie de la Haute Saintonge, du Blayais et de façon plus aléatoire dans le Haut-Médoc.
Diffusant à l'origine depuis Saint-Martin-de-Laye, elle s'installe en 1983 à Cercoux, en Charente-Maritime, où se situent toujours son siège administratif et ses studios. Sa grille de programmes laisse une large place aux émissions de proximité (informations, chroniques locales, agenda) ainsi qu'à la musique traditionnelle (scène locale, musette, accordéon) ou la variété francophone. Depuis peu une émission pour les jeunes talents musicaux a fait son apparition à l'antenne.

## Historique
La station voit le jour en 1982 à la suite de la loi sur la libéralisation des ondes. D'abord tolérée par la haute autorité de la communication audiovisuelle, elle se voit attribuer une autorisation d'émettre en modulation de fréquence sur le 101,2 MHz au mois de novembre 1983. Des studios rudimentaires sont aménagés dans les vestiaires du stade municipal de Cercoux. C'est à cette époque que la station change son nom de « Radio des vallées » en « RCM - Royan Cognac Montendre », avant d'être finalement rebaptisée « RCM - Radio Cadence Musique » en 1984. Cette même année les autorités de contrôle audiovisuel octroient une nouvelle fréquence à RCM, qui émet dès lors sur 92,6 MHz.
Le 20 juin 1986, l'association gérant la radio acquiert de nouveaux locaux. En 1992, le conseil supérieur de l'audiovisuel attribue la fréquence 99,2 MHz à RCM. En 1993, la station s'ouvre à la publicité. Trois ans plus tard, les studios de RCM sont entièrement informatisés. Début 2012, une rénovation totale des locaux permet de créer 3 studios de direct ou de différés. Une refonte totale de la grille des programmes voit le jour. L'accordéon passe alors très tôt en matinée pour laisser place à de la musique des années 1960 à nos jours. La jeunesse locale prend de plus en plus de place. En moins d'un an et demi, la radio voit son nombre d'auditeurs quadrupler, ainsi que le nombre de ses animateurs.

## Fréquences
- 99,2 MHz : au lieu-dit Picpot, à Cercoux.
- 103,0 MHz : à Montendre, en Haute-Saintonge.

Radio Cadence Musique maintient sa zone de couverture au sud des Charentes et au nord de la Gironde.